# Autoroute A 39
Die Autoroute A 39 (Abkürzung: A 39), auch als Autoroute verte (deutsch: Die grüne Autobahn) bezeichnet, ist eine französische Autobahn, die Dijon über Dole mit Bourg-en-Bresse verbindet. Sie ist auf ihrer gesamten Länge kein Teil einer Europastraße und in Verlängerung Richtung Norden über die A 31 und A 5 sowie Richtung Süden über die A 40 und A 42 Teil einer östlichen, parallel zur A 6 verlaufenden Autobahnverbindung zwischen Paris und Lyon. Sie hat dabei eine Länge von insgesamt 145 km.
Bedeutung kommt der Autobahn insbesondere als Teilstrecke der Direktverbindung von Strasbourg über Dole nach Lyon oder Paris (via A 5) zu.

## Verlauf
Die Autoroute A 39 führt seit 1998 durchgängig in überwiegend südlicher Richtung von Dijon über Dole nach Viriat, wo sie in die von Mâcon über Genf bis zum Mont-Blanc-Tunnel verlaufende Autoroute des Titans/Autoroute Blanche (A 40) übergeht. Sie ist von ihrem Beginn an der Departement-Straße D 905 in Dijon bis zur Mautstelle (frz. péage) bei Crimolois gebührenfrei. Dort trifft sie auch auf die in Nord-Süd-Richtung verlaufende A 31 Nancy - Lyon.
Bei Dole kreuzt die A 39 die als La Comtoise bezeichnete, in West-Ost-Richtung verlaufende A 36 zwischen Beaune und Besançon. Dieses Autobahnkreuz ist vor allem aus Richtung Besançon kommend interessant, da hier durch die wegweisende Beschilderung der Verkehr in Richtung Lyon zur Entlastung der A 6 über die A 39 geführt wird. Des Weiteren besteht hier die Möglichkeit in Richtung Paris über die A 39 die vielbefahrene Direktverbindung Lyon – Paris (A 6) zu umgehen. Dies wird als Paris (via A 5) entsprechend ausgeschildert.
In Viriat geht die A 39 in Hauptfahrtrichtung, anders als die Nummerierung vermuten lässt, direkt in die A 40 über. Dasselbe gilt für die A 40 in Gegenrichtung, die dort zur A 39 wird (TOTSO).

## Geschichte
- 1989: Eröffnung der 1. Fahrbahn Dijon - Crimolois (N 274 - A 31) – 23. Juni
- 1992: Eröffnung der 2. Fahrbahn Dijon - Crimolois (N 274 - A 31)
- 1994: Eröffnung des Teilstücks Crimolois - Dole-Choisey (A 31) – 25. Oktober
- 1998: Eröffnung des Teilstücks Dole-Choisey - Viriat (A 40) – 3. Juni
- 2009: Eröffnung der Abfahrt Arlay – 14. September

## Großstädte an der Autobahn
- Bourg-en-Bresse
- Dijon
- Dole

## Trivia
Im Jahre 1998 wurden, inspiriert durch die Ende des 18. Jahrhunderts vom Architekten Claude-Nicolas Ledoux gezeichneten Pläne, der „Pavillon des Cercles“ und die „Porte de Bourneville“ in Form einer Autobahnraststätte bei Arlay an der A 39 eröffnet.